# Ferdinand Heberlein
Christian Otto Ferdinand Heberlein (* 26. März 1863 in Gossau SG; † 23. Februar 1925 in Zürich) war ein deutsch-schweizerischer Hüttenchemiker und Industrieller.

## Leben
Ferdinand Heberlein wurde als Sohn des Braubacher Hütten- und Gossauer Mühlenbesitzers Viktor Heberlein geboren. Er besuchte die Schule in Gossau und ab 1876 in Lahnstein. Nach Absolvierung der Industrieschule in Nürnberg und der Bergakademie Freiberg war er von 1883 bis 1900 zunächst als Chemiker und ab 1887 als deren Direktor bei der Blei- und Silberhütte Pertusola bei La Spezia tätig.
1900 gründete er zusammen mit Thomas Huntington in London die Firma Huntington-Heberlein zur Verwertung eines von ihnen erfundenen Verfahrens zum Abrösten von schwefelhaltigen Kupfer-, Zink- und Bleierzen. 1907 wurde er zum Direktor der Metallbank und Metallurgischen Gesellschaft in Frankfurt am Main ernannt. Von 1915 bis zu seinem Tode gehörte er ihrem Aufsichtsrat an. Seit 1915 lebte er in Zürich und war dort Vorsitzender der Deutschen Handelskammer. 1920 erhielt er das Zürcher Bürgerrecht. Er war Mitbesitzer und von 1921 bis 1925 Verwaltungsrat der Färberei Heberlein in Wattwil. Ferdinand Heberlein war Angehöriger des Corps Franconia Freiberg.

## Auszeichnungen
- 1911: Verleihung der Ehrendoktorwürde der Technischen Hochschule Breslau
- 1922: Ernennung zum Ehrenbürger der Bergakademie Freiberg
- 1924: Verleihung der Georg Agricola-Denkmünze